# China nos Jogos Olímpicos de Verão de 2012
A China competiu nos Jogos Olímpicos de Verão de 2012, que aconteceram na cidade de Londres, no Reino Unido, de 27 de julho até 12 de agosto de 2012.

## Medalhas
| Atleta                         | Esporte        | Evento                       | Medalha |
| ------------------------------ | -------------- | ---------------------------- | ------- |
| Zou Shiming                    | Boxe           | Peso mosca-ligeiro masculino | Ouro    |
| Lin Qingfeng                   | Halterofilismo | Até 69 kg masculino          | Ouro    |
| Lyu Xiaojun                    | Halterofilismo | Até 77 kg masculino          | Ouro    |
| Wang Mingjuan                  | Halterofilismo | Até 48 kg feminino           | Ouro    |
| Li Xueying                     | Halterofilismo | Até 58 kg feminino           | Ouro    |
| Zhou Lulu                      | Halterofilismo | Mais de 75 kg feminino       | Ouro    |
| Sun Yang                       | Natação        | 400 m livre masculino        | Ouro    |
| Sun Yang                       | Natação        | 1500 m livre masculino       | Ouro    |
| Jiao Liuyang                   | Natação        | 200 m borboleta feminino     | Ouro    |
| Ye Shiwen                      | Natação        | 200 m medley feminino        | Ouro    |
| Ye Shiwen                      | Natação        | 400 m medley feminino        | Ouro    |
| Guo Wenjun                     | Tiro           | Pistola de ar 10 m feminino  | Ouro    |
| Wu Jingbiao                    | Halterofilismo | Até 56 kg masculino          | Prata   |
| Lu Haojie                      | Halterofilismo | Até 77 kg masculino          | Prata   |
| Lu Ying                        | Natação        | 100 m borboleta feminino     | Prata   |
| Fang Yuting Cheng Ming Xu Jing | Tiro com arco  | Equipes femininas            | Prata   |
| Tang Yi                        | Natação        | 100 m livre feminino         | Bronze  |
| Li Xuanxu                      | Natação        | 400 m medley feminino        | Bronze  |
| Ding Feng                      | Tiro           | Tiro rápido 25 m masculino   | Bronze  |
| Wang Zhiwei                    | Tiro           | Pistola livre 50 m masculino | Bronze  |
| Dai Xiaoxiang                  | Tiro com arco  | Individual masculino         | Bronze  |

## Desempenho

### Atletismo
Masculino
| Atleta       | Evento          | Preliminar | Preliminar | Quartas-de-final | Quartas-de-final | Semifinal | Semifinal | Final       | Final       |
| Atleta       | Evento          | Marca      | Posição    | Marca            | Posição          | Marca     | Posição   | Marca       | Posição     |
| ------------ | --------------- | ---------- | ---------- | ---------------- | ---------------- | --------- | --------- | ----------- | ----------- |
| Su Bingtian  | 100 m           | BYE        | BYE        | 10s19 Q          | 3º/bat. 6        | 10s28     | 8º/bat. 2 | Não avançou | Não avançou |
| Dong Bin     | Salto triplo    | 16,94m q   | 5º         |                  |                  |           |           | 16,75m      | 10º         |
| Cao Shuo     | Salto triplo    | 16,27m     | 20º        | Não avançou      | Não avançou      |           |           |             |             |
| Zhang Guowei | Salto em altura | 2,21m      | 21º        | Não avançou      | Não avançou      |           |           |             |             |

### Badminton
Masculino
| Atleta                 | Prova   | Ronda dos 64           | Ronda dos 32           | Ronda dos 16           | Quartos-finais         | Semifinais             | Final                  | Final |
| Atleta                 | Prova   | Adversário e resultado | Adversário e resultado | Adversário e resultado | Adversário e resultado | Adversário e resultado | Adversário e resultado | Pos.  |
| ---------------------- | ------- | ---------------------- | ---------------------- | ---------------------- | ---------------------- | ---------------------- | ---------------------- | ----- |
| Lin Dan                | Simples |                        |                        |                        |                        |                        |                        |       |
| Chen Long              | Simples |                        |                        |                        |                        |                        |                        |       |
| Chen Jin               | Simples |                        |                        |                        |                        |                        |                        |       |
| Cai Yun Fu Haifeng     | Duplas  |                        |                        |                        |                        |                        |                        |       |
| Chai Biao Guo Zhendong | Duplas  |                        |                        |                        |                        |                        |                        |       |

Feminino
| Atleta                | Prova   | Ronda dos 64           | Ronda dos 32           | Ronda dos 16           | Quartos-finais         | Semifinais             | Final                  | Final |
| Atleta                | Prova   | Adversário e resultado | Adversário e resultado | Adversário e resultado | Adversário e resultado | Adversário e resultado | Adversário e resultado | Pos.  |
| --------------------- | ------- | ---------------------- | ---------------------- | ---------------------- | ---------------------- | ---------------------- | ---------------------- | ----- |
| Wang Yihan            | Simples |                        |                        |                        |                        |                        |                        |       |
| Wang Xin              | Simples |                        |                        |                        |                        |                        |                        |       |
| Wang Shixian          | Simples |                        |                        |                        |                        |                        |                        |       |
| Wang Xiaolin Yu Yang  | Duplas  |                        |                        |                        |                        |                        |                        |       |
| Tian Qing Zhao Yunlei | Duplas  |                        |                        |                        |                        |                        |                        |       |

Misto
| Atleta                | Prova  | Ronda dos 64           | Ronda dos 32           | Ronda dos 16           | Quartos-finais         | Semifinais             | Final                  | Final |
| Atleta                | Prova  | Adversário e resultado | Adversário e resultado | Adversário e resultado | Adversário e resultado | Adversário e resultado | Adversário e resultado | Pos.  |
| --------------------- | ------ | ---------------------- | ---------------------- | ---------------------- | ---------------------- | ---------------------- | ---------------------- | ----- |
| Zhang Nan Zhao Yunlei | Duplas |                        |                        |                        |                        |                        |                        |       |
| Xu Chen Ma Jin        | Duplas |                        |                        |                        |                        |                        |                        |       |

### Canoagem slalom
Masculino
| Atleta                 | Evento | Preliminar | Preliminar | Preliminar | Preliminar | Semifinais  | Semifinais  | Final       | Final       |
| Atleta                 | Evento | Descida 1  | Descida 2  | Total      | Posição    | Tempo       | Posição     | Tempo       | Posição     |
| ---------------------- | ------ | ---------- | ---------- | ---------- | ---------- | ----------- | ----------- | ----------- | ----------- |
| Teng Zhiqiang          | C-1    | 95s68      | 96s06      | 925s68     | 11º        | 107s53      | 12º         | Não avançou | Não avançou |
| Hu Minghai Shu Junrong | C-2    | 103s36     | 99s05      | 99s05      | 3º         | 110s70      | 5º          | 112s85      | 6º          |
| Huang Cunguang         | K-1    | 94s40      | 94s54      | 94s40      | 17º        | Não avançou | Não avançou | Não avançou | Não avançou |

Feminino
| Atleta      | Evento | Preliminar | Preliminar | Preliminar | Preliminar | Semifinais | Semifinais | Final       | Final       |
| Atleta      | Evento | Descida 1  | Descida 2  | Total      | Posição    | Tempo      | Posição    | Tempo       | Posição     |
| ----------- | ------ | ---------- | ---------- | ---------- | ---------- | ---------- | ---------- | ----------- | ----------- |
| Li Jingjing | K-1    | 108s53     | 111s22     | 108s53     | 12º        | 117s02     | 11º        | Não avançou | Não avançou |

### Halterofilismo(10 atletas)
Masculino
| Atleta       | Evento | Arranque (kg) | Arremesso (kg) | Total (kg) | Posição          |
| ------------ | ------ | ------------- | -------------- | ---------- | ---------------- |
| Wu Jingbiao  | -56kg  | 133,0         | 156,0          | 289,0      | Medalha de prata |
| Zhang Jie    | -62kg  | 140,0         | 174,0          | 314,0      | 4º               |
| Lin Qingfeng | -69kg  | 157,0         | 187,0          | 344,0      | Medalha de ouro  |
| Lyu Xiaojun  | -77kg  | 175,0         | 204,0          | 379,0      | Medalha de ouro  |
| Lu Haojie    | -77kg  | 170,0         | 190,0          | 360,0      | Medalha de prata |
| Lu Yong      | -85kg  | 178,0         | DNF            | DNF        | DNF              |

Feminino
| Atleta        | Evento | Arranque (kg) | Arremesso (kg) | Total (kg) | Posição         |
| ------------- | ------ | ------------- | -------------- | ---------- | --------------- |
| Wang Mingjuan | -48kg  | 91,0          | 114,0          | 205,0      | Medalha de ouro |
| Zhou Jun      | -53kg  | DNF           | DNF            | DNF        | DNF             |
| Li Xueying    | -58kg  | 108,0         | 138,0          | 246,0      | Medalha de ouro |
| Zhou Lulu     | +75kg  | 146,0         | 187,0          | 333,0      | Medalha de ouro |

### Natação
Masculino
| Atletas         | Evento       | Eliminatórias | Eliminatórias | Semifinal   | Semifinal       | Final       | Final            |
| Atletas         | Evento       | Tempo         | Posição       | Tempo       | Posição         | Tempo       | Posição          |
| --------------- | ------------ | ------------- | ------------- | ----------- | --------------- | ----------- | ---------------- |
| Yang Shi        | 50 m livre   | 22s64         | 26º           | Não avançou | Não avançou     | Não avançou | Não avançou      |
| Lu Zhiwu        | 100 m livre  | DNS           | DNS           | Não avançou | Não avançou     | Não avançou | Não avançou      |
| Sun Yang        | 200 m livre  | 1min46s24     | 1º Q          | 1min45s61   | 1º Q            | 1min44s93   | Medalha de prata |
| Li Yunqi        | 200 m livre  | 1min48s72     | 23º           | Não avançou | Não avançou     | Não avançou | Não avançou      |
| Sun Yang        | 400 m livre  | 3min45s07     | 1º Q          |             |                 | 3min40s14   | Medalha de ouro  |
| Hao Yun         | 400 m livre  | 3min46s88     | 6º Q          | 3min46s02   | 4º              |             |                  |
| Sun Yang        | 1500 m livre | 14min43s25    | 1º Q          | 14min31s02  | Medalha de ouro |             |                  |
| Dai Jun         | 1500 m livre | 15min13s90    | 15º           | Não avançou | Não avançou     |             |                  |
| Cheng Feiyi     | 100 m costas | 53s22         | 2º Q          | 53s50       | 6º Q            | 53s77       | 8º               |
| He Jianbin      | 100 m costas | 54s81         | 21º           | Não avançou | Não avançou     | Não avançou | Não avançou      |
| Wang Shun       | 200 m medley | 2min00s85     | 23º           | Não avançou | Não avançou     | Não avançou | Não avançou      |
| Wu Peng         | 200 m medley | 2min01s43     | 30º           | Não avançou | Não avançou     | Não avançou | Não avançou      |
| Yang Zhixian    | 400 m medley | 4min15s45     | 12º           |             |                 | Não avançou | Não avançou      |
| Wang Chengxiang | 400 m medley | 4min15s57     | 14º           | Não avançou | Não avançou     |             |                  |

Feminino
| Atletas      | Evento          | Eliminatórias | Eliminatórias | Semifinal   | Semifinal         | Final       | Final             |
| Atletas      | Evento          | Tempo         | Posição       | Tempo       | Posição           | Tempo       | Posição           |
| ------------ | --------------- | ------------- | ------------- | ----------- | ----------------- | ----------- | ----------------- |
| Tang Yi      | 100 m livre     | 53s28         | 1º Q          | 53s60       | 4º Q              | 53s44       | Medalha de bronze |
| Wang Shijia  | 200 m livre     | 1min58s73     | 14º Q         | 1min58s63   | 15º               | Não avançou | Não avançou       |
| Song Wenyan  | 200 m livre     | 1min59s47     | 21º           | Não avançou | Não avançou       | Não avançou | Não avançou       |
| Li Xuanxu    | 400 m livre     | 4min10s95     | 19º           |             |                   | Não avançou | Não avançou       |
| Shao Yiwen   | 400 m livre     | 4min08s41     | 14º           | Não avançou | Não avançou       |             |                   |
| Shao Yiwen   | 800 m livre     | 8min27s78     | 9º            | Não avançou | Não avançou       |             |                   |
| Xin Xin      | 800 m livre     | 8min40s88     | 24º           | Não avançou | Não avançou       |             |                   |
| Fu Yuanhui   | 100 m costas    | 59s96         | 8º Q          | 59s82       | 8º Q              | 1min00s50   | 8º                |
| Zhao Jing    | 100 m costas    | 59s97         | 9º Q          | 59s55       | 4º Q              | 59s23       | 6º                |
| Bai Anqi     | 200 m costas    | 2min11s26     | 19º           | Não avançou | Não avançou       | Não avançou | Não avançou       |
| Yao Yige     | 200 m costas    | 2min12s14     | 22º           | Não avançou | Não avançou       | Não avançou | Não avançou       |
| Liu Xiaoyu   | 100 m peito     | 1min07s99     | 17º           | Não avançou | Não avançou       | Não avançou | Não avançou       |
| Zhao Jin     | 100 m peito     | 1min07s68     | 13º Q         | 1min07s97   | 15º               | Não avançou | Não avançou       |
| Ji Liping    | 200 m peito     | 2min25s76     | 7º Q          | 2min27s26   | 13º               | Não avançou | Não avançou       |
| Sun Ye       | 200 m peito     | 2min27s94     | 24º           | Não avançou | Não avançou       | Não avançou | Não avançou       |
| Lu Ying      | 100 m borboleta | 57s17         | 2º Q          | 57s51       | 6º Q              | 56s87       | Medalha de prata  |
| Jiao Liuyang | 100 m borboleta | 57s71         | 6º Q          | 58s04       | 9º                | Não avançou | Não avançou       |
| Jiao Liuyang | 200 m borboleta | 2min07s15     | 2º Q          | 2min06s10   | 2º Q              | 2min04s06   | Medalha de ouro   |
| Liu Zige     | 200 m borboleta | 2min08s72     | 11º Q         | 2min06s99   | 6º Q              | 2min07s77   | 8º                |
| Ye Shiwen    | 200 m medley    | 2min08s90     | 1º Q          | 2min08s39   | 1º Q              | 2min07s57   | Medalha de ouro   |
| Li Jiaxing   | 200 m medley    | 2min13s43     | 13º Q         | 2min12s69   | 11º               | Não avançou | Não avançou       |
| Ye Shiwen    | 400 m medley    | 4min31s73     | 2º Q          |             |                   | 4min28s43   | Medalha de ouro   |
| Li Xuanxu    | 400 m medley    | 4min34s28     | 4º Q          | 4min32s91   | Medalha de bronze |             |                   |

### Remo
Masculino
| Equipe                 | Evento           | Eliminatórias | Eliminatórias | Repescagem | Repescagem | Quartas | Quartas  | Semifinal | Semifinal | Final   | Final                |
| Equipe                 | Evento           | Tempo         | Posição       | Tempo      | Posição    | Tempo   | Posição  | Tempo     | Posição   | Tempo   | Posição (Pos. final) |
| ---------------------- | ---------------- | ------------- | ------------- | ---------- | ---------- | ------- | -------- | --------- | --------- | ------- | -------------------- |
| Zhang Liang            | Skiff simples    | 6m50s71       | 2º Q          | BYE        | BYE        | 7m02s03 | 3º S A/B | 7m31s52   | 5º FB     | 7m25s64 | 5º (11º)             |
| Zhang Fangbing Sun Jie | Skiff duplo leve | 6m57s67       | 4º R          | 6m40s12    | 3º S C/D   |         |          | 7m09s39   | 2º FC     | 6m49s39 | 3º (15º)             |

### Tiro
Masculino
| Atleta        | Evento                | Qualificação | Qualificação | Final       | Final       | Posição           |
| Atleta        | Evento                | Placar       | Posição      | Placar      | Total       | Posição           |
| ------------- | --------------------- | ------------ | ------------ | ----------- | ----------- | ----------------- |
| Pang Wei      | Pistola de ar de 10 m | 586          | 2º           | 97.7        | 683.7       | 4º                |
| Tan Zongliang | Pistola de ar de 10 m | 581          | 12º          | Não avançou | Não avançou | 12º               |
| Ding Feng     | Tiro rápido 25 m      | 588          | 2º           | 27          | 27          | Medalha de bronze |
| Zhang Jian    | Tiro rápido 25 m      | 584          | 5º           | 17          | 17          | 5º                |
| Zhang Tian    | Pistola livre 50 m    |              |              |             |             |                   |
| Wang Zhiwei   | Pistola livre 50 m    | 566          | 2º           | 92.6        | 658.6       | Medalha de bronze |
| Wang Tao      | Carabina de ar 10 m   | 598          | 4º           | 102.4       | 700.4       | 4º                |
| Zhu Qinan     | Carabina de ar 10 m   | 595          | 10º          | Não avançou | Não avançou | 10º               |
| Wang Weiyi    | Carabina deitado 50 m |              |              |             |             |                   |
| Zhu Qinan     | Carabina deitado 50 m |              |              |             |             |                   |
| Du Yu         | Fossa olímpica        | 112          | 30º          | Não avançou | Não avançou | 30º               |
| Li Jun        | Fossa olímpica dublê  | 134          | 10º          | Não avançou | Não avançou | 10º               |
| Hu Binyuan    | Fossa olímpica dublê  | 133          | 14º          | Não avançou | Não avançou | 14º               |

Feminino
| Atleta     | Evento                | Qualificação | Qualificação | Final  | Final | Posição         |
| Atleta     | Evento                | Placar       | Posição      | Placar | Total | Posição         |
| ---------- | --------------------- | ------------ | ------------ | ------ | ----- | --------------- |
| Guo Wenjun | Pistola de ar de 10 m | 388          | 1º Q         | 100.1  | 488.1 | Medalha de ouro |
| Su Yuling  | Pistola de ar de 10 m | 386          | 4º Q         | 98.6   | 484.6 | 6º              |

### Tiro com arco(6 atletas)
| Atleta                           | Prova                | Rodada de classificação | Rodada de classificação | Ronda dos 64                                        | Ronda dos 32                                  | Ronda dos 16                                | Quartos-finais                              | Semifinais                                 | Final                                                                  | Final             |
| Atleta                           | Prova                | Placar                  | Pos.                    | Adversário e resultado                              | Adversário e resultado                        | Adversário e resultado                      | Adversário e resultado                      | Adversário e resultado                     | Adversário e resultado                                                 | Pos.              |
| -------------------------------- | -------------------- | ----------------------- | ----------------------- | --------------------------------------------------- | --------------------------------------------- | ------------------------------------------- | ------------------------------------------- | ------------------------------------------ | ---------------------------------------------------------------------- | ----------------- |
| Liu Zhaowu                       | Individual masculino | 668                     | 22º                     | UKR V. Ruban D 0-2, 0-2, 0-2                        | Não avançou                                   | Não avançou                                 | Não avançou                                 | Não avançou                                | Não avançou                                                            | Não avançou       |
| Dai Xiaoxiang                    | Individual masculino | 678                     | 7º                      | SLO K. Štrajhar V 2-0, 2-0, 2-0                     | MEX E. Vélez V 2-0, 2-0, 2-0                  | AUS T. Worth V 0-2, 2-0, 1-1, 0-2, 2-0, 1-0 | KOR B-M. Kim V 2-0, 1-1, 0-2, 0-2, 2-0, 1-0 | KOR J-H. Oh D 2-0, 0-2, 1-1, 2-0, 0-2, 0-1 | Disputa pelo bronze: NED R. van der Ven V 0-2, 0-2, 2-0, 2-0, 1-1, 1-0 | Medalha de bronze |
| Xing Yu                          | Individual masculino | 673                     | 13º                     | GER Camilo Mayr V 2-0, 2-0, 2-0                     | MAS K. Mohamad D 2-0, 1-1, 0-2, 0-2, 2-0, 0-1 | Não avançou                                 | Não avançou                                 | Não avançou                                | Não avançou                                                            | Não avançou       |
| Xing Yu Dai Xiaoxiang Liu Zhaowu | Equipes              | 2019                    | 3º                      |                                                     |                                               | Bye                                         | ITA Itália D 216-220                        | Não avançou                                | Não avançou                                                            | Não avançou       |
| Fang Yuting                      | Individual feminino  | 649                     | 25º                     | IND I. Yuliana Rochmawati D 1-1, 1-1, 2-0, 0-2, 0-2 | Não avançou                                   | Não avançou                                 | Não avançou                                 | Não avançou                                | Não avançou                                                            | Não avançou       |
| Xu Jing                          | Individual feminino  | 646                     | 27º                     | POL N. Leśniak V 2-0, 2-0, 0-2, 2-0                 | JPN M. Kanie D 0-2, 0-2, 0-2                  | Não avançou                                 | Não avançou                                 | Não avançou                                | Não avançou                                                            | Não avançou       |
| Cheng Ming                       | Individual feminino  | 651                     | 20º                     | VEN L.Brito V 2-0, 0-2, 0-2, 2-0, 2-0               | MEX A. Valencia V 2-0, 2-0, 1-1, 2-0          | USA K. Lorig D 0-2, 1-1, 2-0, 0-2, 0-2      | Não avançou                                 | Não avançou                                | Não avançou                                                            | Não avançou       |
| Fang Yuting Xu Jing Cheng Ming   | Equipes              | 1946                    | 7º                      |                                                     |                                               | ITA Itália V 200-199                        | USA Estados Unidos V 218-213                | RUS Rússia V 208-207                       | KOR Coreia do Sul D 209-210                                            | Medalha de prata  |

### Triatlo
| Atleta     | Evento    | Natação (1,5 km) | Ciclismo (40 km) | Corrida (10 km) | Tempo total | Posição |
| ---------- | --------- | ---------------- | ---------------- | --------------- | ----------- | ------- |
| Bai Faquan | Masculino | 17m55            | 59m46            | 33m26           | 1h52m26     | 46º     |
| Zhang Yi   | Feminino  | 19m49            | 1h10m39          | 38m11           | 2h10m01     | 50º     |

Legenda
| Recorde mundial      | Recorde mundial (World record)               |                       | Recorde africano                      | Recorde africano (African) |                                           | Q | Classificado por posição (Qualified) |
| Recorde olímpico     | Recorde olímpico (Olympic record)            | Recorde da América    | Recorde da América (Americas)         | q                          | Classificado por melhor tempo (Qualified) |   |                                      |
| Melhor marca do ano  | Melhor marca do ano (World leading)          | Recorde asiático      | Recorde asiático (Asian)              | DNS                        | Não largou (Did not start)                |   |                                      |
| Recorde nacional     | Recorde nacional (National record)           | Recorde europeu       | Recorde europeu (European)            | DNF                        | Não terminou (Did not finish)             |   |                                      |
| Recorde pessoal      | Recorde pessoal do atleta (Personal best)    | Recorde da Oceania    | Recorde da Oceania (Oceania)          | DSQ / DQ                   | Desclassificado (Disqualified)            |   |                                      |
| Recorde da temporada | Recorde da temporada do atleta (Season best) | Recorde sul-americano | Recorde sul-americano (South America) | NM                         | Sem marca (No mark)                       |   |                                      |